# Mirror Ball (песня)
«Mirror Ball» («Зеркальный шар») — сингл японской группы Alice Nine, вышедший 26 марта 2008 года. Песня является заглавной темой коллекционной карточной игры и появилась в аниме фильме — Aquarian Age.
Сингл был выпущен в трёх версиях: двух ограниченных и одном обычном. Ограниченное издание содержит песни: Mirror Ball, «Kiseki», а также DVD с клипом на песню Mirror Ball. Второе ограниченное издание содержит DVD с клипом на песни Mirror Ball и «Eraser -Memoire d’une Fleur-».
Песня «Eraser -Memoire d’une Fleur-» является переделанной песней — «Eraser» (イレイザー) из альбома Alpha.А песня Mirror Ball была переделана в сопровождении фортепиано, для третьего альбома группы под названием — Vandalize.

## Позиция в чарте
Сингл достиг #6 в чарте Oricon еженедельные рейтинги, продав за первую неделю прката 13801 копию.

## Список композиций
Первая версия (рекламный CD и DVD)
1. «Mirror Ball» — 4:42
2. «Kiseki» — 3:57 (奇跡; Чудо)
3. «Eraser -Memoire d’une Fleur-» — 5:07 (イレイザー -Memoire d’une Fleur-; Eraser -Memory of a flower-)

- «Mirror Ball» Клип[2]

Вторая версия (CD и DVD)
1. «Mirror Ball» — 4:42
2. «Kiseki» — 3:57 (奇跡; Чудо)
3. «Eraser -Memoire d’une Fleur-» — 5:07 (イレイザー -Memoire d’une Fleur-; Eraser -Memory of a flower-)

- «Eraser -Memoire d’une Fleur-» Клип

Третья версия (Только CD)
1. «Mirror Ball» — 4:42
2. «Kiseki» — 3:57 (奇跡; Чудо)

## Клип
На сайте «Mirror Ball» music video, можно посмотреть клип на эту песню. По сюжету группа исполняет песню в тёмной комнате, в которой повсюду капает вода и показаны в замедленном действии брызги от гитар каждого участника группы. На заднем плане виден большой золотой дискотечный шар, но когда группа проходит вокруг него он становится серебряным.
Клип на песню — «Eraser — Memoire d’une Fleur-» можно посмотреть на сайте: «Eraser -Memoire d’une Fleur-» music video.